# A Depeche Mode Magyarországon
A Depeche Mode egy 1980-ban alapított brit popegyüttes, melyet jelenleg Dave Gahan és Martin Gore alkotja. Az együttes különösen népszerű Magyarországon.

## Koncertek, promóciós videó
1985. július 23-án első ízben adott koncertet a Depeche Mode a vasfüggöny mögött, Budapesten, a Volán pályán. A mindössze 8-10 ezer fős közönség legnagyobb része NDK-beli turista volt. Az előzenekar a Satöbbi együttes volt és a belépőjegy 150 forintba került. A turné legismertebb, Hamburgi koncertjével ellentétben a színpadon nem volt függöny, és hiányoztak a megvilágított katedrál-üveg részletek is a háttérből. Az "Ice Machine" című dalt ekkorra már az akkor hazánkban még (ugyancsak) ismeretlen Shake The Disease váltotta. A zenekarból Martin Gore-t Happy Birthday-jel köszöntötte a közönség 24. születésnapja alkalmából. Az együttes a Duna Intercontinental hotelben szállt meg és még nem alakult ki körülöttük az a hisztéria, amely a későbbi magyarországi tartózkodásaikat jellemezte.
A Black Celebration koncertsorozata nem érintette Magyarországot. A Music for the Masses turné viszont dupla koncertet hozott a Budapest Sportcsarnokba. 1988. március 9-10-én kétszer 12 000 néző láthatta az együttest (a jegyár: 340 forint volt), bár a fénytechnika egyötöde volt csak a nyugat-európainak, és a hangosításnak is gyengébb magyar felszerelést használtak a sajátjuk helyett. Az együttes számára azonban arról maradt nevezetes e látogatás, hogy a fanatikus magyar rajongók tömegei miatt alig tudtak kimozdulni a szállodából.
Öt év (és egy számunkra kimaradt turné) telt el az együttes következő fellépéséig. A Devotional Tour európai szakaszát záró londoni koncert előtt 4 nappal, 1993. július 27-én a budapesti MTK-stadionban játszott. A jegyek többsége 1600 forintba került. A közönség nagyjából 19 ezer fő volt. A Sonic Smell szerepelt előzenekarként, igen kedvezőtlen fogadtatásban részesült. Az együttes a turné szokásos színpadképe előtt játszott (függönnyel az elején). A dallista váltószámai közül a Judas, a Death’s Door, a Mercy In You, és a Fly On The Windscreen szerepelt. Ismét volt „Happy Birthday Martin”. Az együttes szállodája előtt éjjel-nappal rajongók várakoztak. A Depeche Mode közel 1 hetet töltött Magyarországon, ugyanis Göd közelében vették fel az aktuális kislemez, a Condemnation promóciós videóját.
A Magyarországot elkerülő Singles Tour után az Exciter Tour jelentette az együttes következő látogatását hazánkba. Egy nappali a WTC elleni támadás után, és ennek okán az I Feel Loved kihagyásával a dalmenetből, 2001. szeptember 12-én, váltakozó erősségű, ám folyamatos esőzés közepette a budapesti Kisstadionban lépett fel az együttes. A 6900 és 7900 forint közötti jegyár mellett telt házas (17 ezer fő) volt a koncert. Az előzenekar a Fad Gadget volt. A dalmenetben szerepelt a Surrender és a Clean is. Az első szólólemezét bemutató Dave Gahan 2003. június 23-án a Budapest Sportarénában turnézott.
A Touring the Angel koncertsorozat szokatlan módon két alkalommal is érintette hazánkat. A budapesti Papp László Sportarénába, 2006. március 21-re szóló 12.500 jegy (7.900-12.900 Ft) fél évvel a koncert előtt elfogyott. Június 12-én már a Puskás Ferenc Stadionba érkezett az együttes (8.900-14.900 Ft), az előzenekar Yonderboi és a Placebo volt. A Live Here Now koncertfelvételt készített a koncertről.
A Tour of the Universe nyári koncertszakasza ismét a Puskás Stadionba érkezett, az együttes telt ház (36.000 fő) előtt játszott 2009. június 23-án. Előzenekar a Motor és a Zagar. A koncertre az együttes hazai története során első ízben a színpad előtti részre szóló kiemelt állójegyet is értékesítettek, 18.500 forintért. A koncerten a Jezebel és az A Question of Lust szerepelt Gore előadásában, míg az In Sympathy-t a Policy Of Truth helyettesítette. A koncertet emlékezetessé tette még a szakadó eső a koncert felétől kezdve, a Master and Servant félresikerült előadása (Gahan hangja csak a szám végére jött meg), valamint a hazai Depeche Mode koncerten 21 év óta először felcsendült Strangelove cenzúrázott háttérvetítése. A téli koncertszakasz 2010. január 11-én érinti Budapestet (Papp László Sportaréna, jegyárak: 9.900-15.900, kiemelt álló: 18.500).
A Delta Machine turné során csak egy alkalommal látogatott el a Depeche Mode Magyarországra, 2013. május 21-én telt házas (33.200) koncertet adtak a Puskás Ferenc Stadionban. Az ezt követő Global Spirit koncertsorozat háromszor is érintette Magyarországot. 2017. május 22-én a budapesti Groupama Arénában, majd 2018. február 2-án, a Budapest Sportarénában lépett fel a Depeche Mode. Mindkét fellépés telt ház előtt zajlott, 25.000, ill. 13.799 nézővel. Alig öt hónappal később adta első magyarországi fesztiválkoncertjét az együttes, 2018. június 26-án a VOLT Fesztivál nulladik napjának fő fellépőjeként. A Memento Mori turné során 2023. július 28-án az időközben újjáépített Puskás Stadionban lépett fel az együttes közel 50.000 fő előtt (előzenekar: Hope), 2024. március 26-án pedig az MVM Dome-ban adtak koncertet.

## Rajongói klubok
Magyarországon működik a világ talán legnagyobb Depeche Mode rajongói klubja. A The Hungarian Depeche Mode Fan Club (HDMFC) 1987 szeptemberében alakult, havonta tartja összejöveteleit a budapesti Petőfi Csarnokban. Több mint 275 egész estés rendezvényt tartottak már, az utóbbi évben jellemzően 1000 fős részvétel mellett. A klubot az első 6 évében Novák József és Fekete István gondozta, azóta Borbély Lajos vezeti. 1996. december 20-án a HDMFC-ben volt a Barrel Of A Gun világpremierje, 2007. november 24-én az együttesből Andy Fletcher mutatta be DJ setjét. 1990-ben egy 36-órás, 6000 fős, világrekordként emlegetett rajongói találkozó, 1991-ben egy háromnapos nemzetközi tábor (Black Days), 1995-ben egy Európai Rajongói Találkozó, és egy 2500 fős „Little 15 Party” fűződik a klub nevéhez.
Számos további Depeche Mode rajongói klub működik az országban, többek között a 101-es Klub, a New Life DM Klub és a Szombathelyi DM Fan Club.

## Zenei hatás és tribute lemez
A Depeche Mode számos hazai együttes zenéjére gyakorolt meghatározó hatást. A magyar Depeche Mode-ként emlegetett Bonanza Banzai, és a Populär együttes mellett kisebb zenekarok is építkeztek a Depeche Mode zenei világából, többek között a Dr. Beat, a Newtimes, vagy a Shape együttes. Távolabb álló zenei stílusok hazai képviselői is tisztelői a zenekarnak és zenéjüknek, például a Unique és a Neo.
Ennek egyik lenyomata a Private Moon Records (Pierrot) által 2001 karácsonyára kiadott "Thank U" ún. tribute-lemez, és ennek folytatása, a 2003 elején megjelent "Thank U ...Too". Mindkét lemezen népszerű és feltörekvő hazai előadók feldolgozásában hallhatók a Depeche Mode számai. Az első albumon szereplő Pierrot promóciós videót is készített a "But Not Tonight" feldolgozásához, rajta kívül szerepelt még a lemezen többek között a Unique, a Neo, Császár Előd, a V-Tech, a Rémember és DJ Sterbinszky. A második lemez legnagyobb sztárja Ákos a "World In My Eyes" feldolgozásával, de szerepel az albumon a Groovehouse, a Hooligans, a Zagar, a Kozmix és a Casio Samples együttes is.